# Glossario BDSM
Questo glossario di termini BDSM definisce sinteticamente alcuni termini comunemente usati nella comunità BDSM, ovvero fra i praticanti il bondage, la dominazione e sottomissione, il sadismo e il masochismo. 
Le attività elencate sono considerate come delle pratiche sessuali nell'ambito del BDSM, e come tali sono praticate in condizioni di sanità, sicurezza e consensualità (SSC) al fine di non mettere a rischio la salute di chi partecipa a queste pratiche.

## Alcuni termini del BDSM
- 24/7: Situazione in cui il sub è sottomesso al dom in modo continuativo (24 ore su 24, 7 giorni su 7).
- Abrasione (BDSM): Lesione causata da oggetti contundenti dal dom ai danni del sub.
- Aftercare: il tempo dopo una scena BDSM o una sessione di gioco in cui i partecipanti tornano lentamente in contatto con la realtà. A seconda della pratica svolta l’aftercare può avere diverse forme, per esempio può prevedere delle coccole, una verifica sullo stato psicofisico del bottom (sottomessa/o), il confronto tra top e bottom sulle proprie emozioni e sensazioni durante il gioco.
- Ageplay: Tradotto letteralmente in gioco dell'età, e un gioco di ruolo in cui almeno uno dei partecipanti finge di avere un’età differente dalla propria.
- Algolagnia: Piacere erotico causato da dolore fisico.
- Altocalciphilia: Passione feticista per i tacchi alti.
- Ampallang: Tipo di piercing praticato orizzontalmente sul pene.
- Anal worship: Adorazione dell'ano.
- Armpit Worship: Adorazione delle ascelle.
- Auctioned off / Venduto all'asta: il top (Dominante) mette all’asta il bottom e lo assegna al miglior offerente (di solito queste pratiche di gioco, si svolgono comunque sotto la supervisione del top).
- Bad Pain / Dolore Cattivo: in molte pratiche BDSM è prevista una certa dose di dolore e top e bottom ne sono consapevoli. All’interno del gioco il top può verificare se questo livello di dolore è piacevole o almeno sopportabile per il bottom. Il dolore cattivo è un dolore al di fuori dei limiti, non controllato, non desiderato, spiacevole. L’idea di dolore cattivo è collegato anche a quel dolore causato da lesioni non volute.
- Barefoot bondage: come il bondage, dove però la vittima deve essere rigorosamente scalza.
- Bastinado: Flagellazione o battitura delle piante dei piedi.
- Berkley Horse: struttura per la flagellazione inventata da Theresa Berkley.
- BDSM: Bondage/Discipline, Dominance/Submission, Sadism/Masochism.
- Bondage: pratica sessuale che comporta l'uso di corde o catene per immobilizzare il sub.
- Castità: Forma di privazione sessuale e dell'orgasmo nei confronti del sub. Usata soprattutto verso sub maschi da parte di dom femmine (Mistress) spesso attraverso una cintura di castità.
- CBT: Sigla che sta per cock and ball torture, ovvero la tortura del pene e dei genitali del sub. La tortura può essere praticata in vari modi, ad esempio con colate di cera calda o calpestamento a piedi nudi o, in pratiche più dolorose, con i tacchi a spillo.
- Collarata/o: sottomessa/o o schiava/o di proprietà di un/a Dominante.
- Collaring / Collarare: l’accettazione formale da parte di una persona dominante del servizio di una persona sottomessa o la “proprietà” di un pet da parte di un master / una mistress o un trainer. Il collare, nell'ambito delle pratiche, ha diversi significati.
- Consenso: accordo reciproco sui termini di una scena o relazione BDSM in corso.
- Contratto: un accordo scritto tra la persona dominante e la persona sottomessa. Può essere formale o no, di solito è scritto dopo una negoziazione tra le parti, delineando quale struttura, linee guida, regole e confini del rapporto sono concordati dai due.
- Dom: Persona dominante nell'ambito del rapporto BDSM.
- Feticismo: Attrazione verso una particolare parte del corpo, oggetto od esperienza.
- Feticismo del piede femminile: Attrazione verso il piede della dom di sesso femminile (Mistress).
- Mistress: Persona di sesso femminile che interpreta la parte della Padrona nel rapporto BDSM.
- Play piercing o needle play: pratica consistente nell'inserimento temporaneo di aghi in alcune parti del corpo, in particolare zone erogene.
- Pissing: Pratica in cui il dom urina addosso al sub. Anche detta pioggia dorata.
- Scat: Pratica in cui lo slave riceve le feci del Dom. Detta anche "Shit play".
- Sessione: Incontro di carattere BDSM con una Mistress  o un Master professionista.
- Slave: Persona sottomessa nell'ambito del rapporto BDSM.
- SSC: Sigla che sta per sicuro, sano e consensuale, ovvero le regole su cui si basa il BDSM.
- Switch: Persona che pratica il BDSM sia come dom che come sub.
- Tortura anale: pratica in cui viene inflitto dolore all'ano del sub.
- Vanilla: definizione del sesso tradizionale, da parte dei praticanti il BDSM.